# Philipp Tingler
Philipp Tingler (* 1970 in West-Berlin) ist ein schweizerisch-deutscher Schriftsteller und Literaturkritiker.

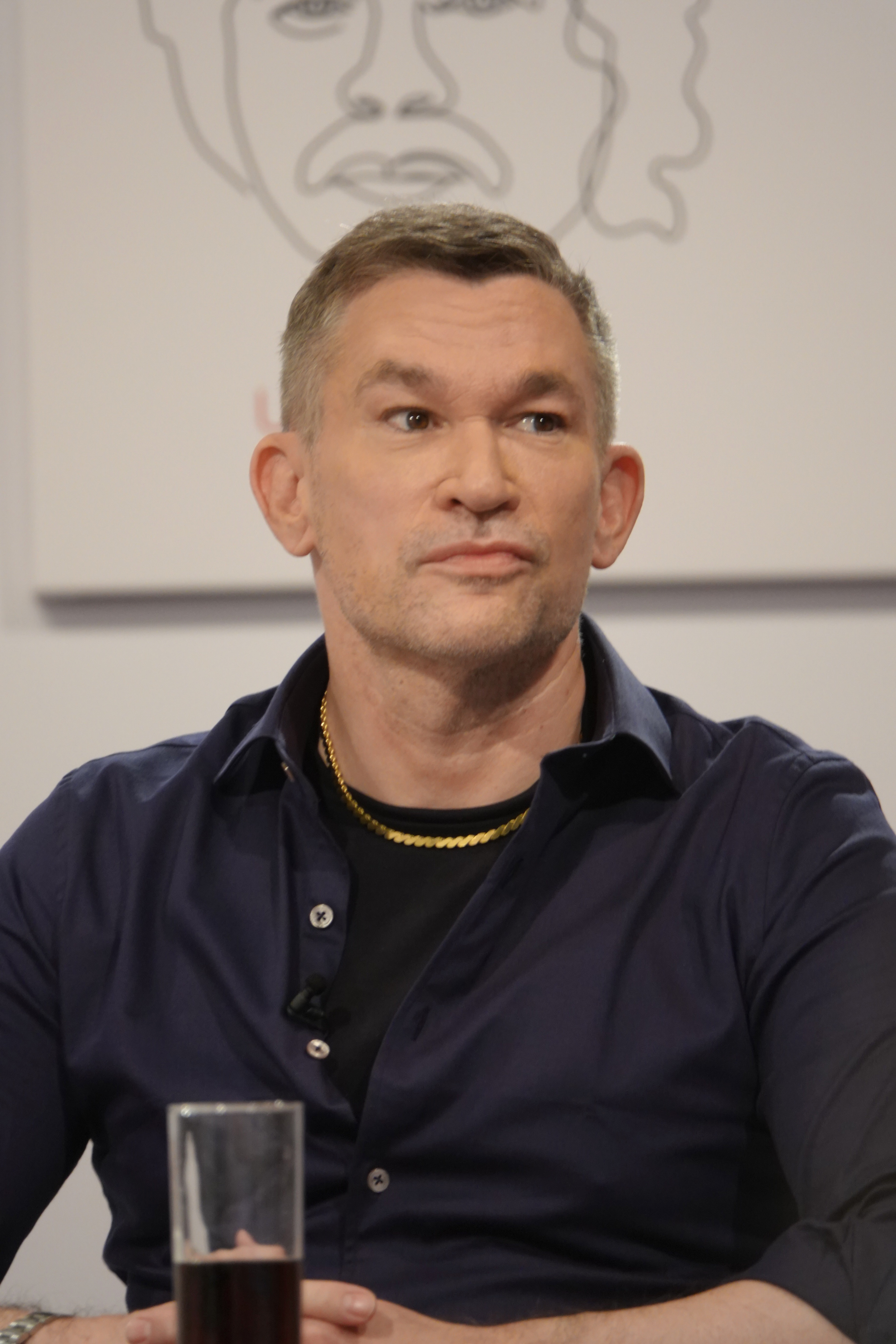
Philipp Tingler beim Ingeborg-Bachmann-Preis 2023

## Leben
Tingler studierte Ökonomie und Philosophie an der Hochschule St. Gallen (HSG), an der London School of Economics und an der Universität Zürich und arbeitete am Institut für Wirtschaftsforschung der Eidgenössischen Technischen Hochschule Zürich. Er ist ehemaliger Stipendiat der Studienstiftung des deutschen Volkes und war 2002 Mitherausgeber einer wirtschaftlichen Fallstudie. An der Philosophischen Fakultät der Universität Zürich promovierte er zum Werk Thomas Manns.
Sein erster Roman, Hübsche Versuche (2000), schilderte ironisch das Zürcher Gesellschaftsleben. 2001 las Tingler im Wettbewerb um den Ingeborg-Bachmann-Preis; sein Textbeitrag wurde innerhalb der Jury kontrovers diskutiert. In seinem zweiten Buch Ich bin ein Profi (2003) schrieb Tingler über die Mechanismen des Literaturbetriebs. In Tinglers belletristischen und essayistischen Arbeiten wird immer wieder von ironischer Warte aus die Dynamik und Fassadenhaftigkeit der Gesellschaft seziert. Dies ist ein Hauptmotiv sowohl des Romans Fischtal (2007), der den Zerfall einer großbürgerlichen West-Berliner Familie schildert, wie auch von Doktor Phil (2010), wo zudem das klassische Teufelspaktmotiv aufgenommen wird. Tingler veröffentlichte außerdem die illustrierten Manierenhandbücher Stil zeigen (2008) und Leichter reisen (2010). 2013 erschien der Essayband Wie frei sind wir noch?, in dem die Ideale des klassischen angelsächsischen Liberalismus entwickelt werden. 
Neben Beiträgen in Anthologien veröffentlicht Tingler Artikel, Essays und Kolumnen in Zeitungen und Zeitschriften (u. a.Vogue, Stern, Neon und NZZ am Sonntag). Außerdem schrieb er Beiträge für Hörfunk und Fernsehen (WDR, Schweizer Radio und Fernsehen). Zurzeit ist er Kolumnist beim Zürcher Tages-Anzeiger und für Business Punk. Seit September 2014 diskutiert Tingler als Literaturkritiker über Klassiker und Neuerscheinungen in der Sendung Literaturclub des Schweizer Fernsehens.
Seit 2020 gehört Tingler zur Jury des Ingeborg-Bachmann-Preises.

## Privates
Tingler lebt mit seinem englisch-schweizerischen Freund in einer eingetragenen Partnerschaft in Zürich. Er setzt sich für die Rechte homosexueller Menschen in der Schweiz ein.

## Auszeichnungen
- Ehrengabe des Kantons Zürich, 2001
- Förderpreis zum Kasseler Literaturpreis für grotesken Humor, 2008

## Werke
Belletristik
- Hübsche Versuche. Edition Patrick Frey, Zürich 2000, ISBN 3-905509-26-1.
- Ich bin ein Profi. Edition Patrick Frey, Zürich 2003, ISBN 3-905509-45-8.
- Juwelen des Schicksals. Kurze Prosa. Kein & Aber, Zürich 2005, ISBN 3-0369-5131-8.
- Leute von Welt. Kurze Prosa. Kein & Aber, Zürich 2006, ISBN 3-0369-5171-7.
- Fischtal. Roman. Kein & Aber, Zürich 2007, ISBN 978-3-0369-5506-3.
- Stil zeigen! Handbuch für Gesellschaft und Umgangsform. Kein & Aber, Zürich 2008, ISBN 978-3-0369-5520-9.
- Doktor Phil. Kein & Aber, Zürich 2010, ISBN 978-3-0369-5557-5.
- Leichter Reisen – Benimmhandbuch und Ratgeber für unterwegs. Edition Kein & Aber, Zürich 2011, ISBN 978-3-0369-5592-6.
- Wie frei sind wir noch? - Eine Streitschrift für den Liberalismus. Edition Kein & Aber, Zürich 2011, ISBN 978-3-0369-5658-9.
- Schöne Seelen. Edition Kein & Aber, Zürich 2015, ISBN 978-3-0369-5723-4.
- Rate, wer zum Essen bleibt. Kein & Aber, Zürich 2019, ISBN 978-3-0369-5814-9.

Audio
- Das Abc des guten Benehmens. CD. Edition Kein & Aber, 2008, ISBN 978-3-0369-1241-7.

Wissenschaft
- Dichtung und Kritik. Thomas Mann und der transzendentale Idealismus. Diss. phil. Zürich, 2009